# Ваала (район Турку)
Ва́ала (фин. Vaala, швед. Svalas) — один из районов города Турку, входящий в округ Вариссуо-Лаусте.

## Географическое положение
Район расположен к востоку от центральной части Турку, гранича с районами Вариссуо и Лаусте, а также с муниципалитетом Каарина.

## Население
В 2004 году население района составляло 972 человека, из которых дети моложе 15 лет составляли 30,35 %, а старше 65 лет — 4,22 %. Финским языком в качестве родного владели 85,29 %, шведским — 2,47 %, а другими языками — 12,24 % населения района.